# James Roby
Pour les articles homonymes, voir Roby.

a Compétitions nationales et continentales officielles uniquement.

b Matchs officiels uniquement.
James Roby, né le 22 novembre 1985 à Whiston, est un joueur de rugby à XIII anglais évoluant au poste de talonneur dans les années 2000. Il a été sélectionné en sélection anglaise et sélection britannique, participant avec la première à la coupe du monde 2008. En club, il a effectué toute sa carrière au St Helens RLFC avant lequel il a fait ses débuts en 2004. 
En 2007, il a été élu  Man of Steel, le trophée annuel du meilleur joueur de la Super League.

## Palmarès
- Collectif :
  - Vainqueur du World Club Challenge : 2007 (St Helens RLFC).
  - Vainqueur de la Super League : 2006, 2014, 2019, 2020, 2021 et 2022 (St Helens RLFC).
  - Vainqueur de la Coupe d'Angleterre : 2006, 2007, 2008 et 2021 (St Helens RLFC).
  - Finaliste de la Coupe du monde : 2017 (Angleterre).
  - Finaliste du tournoi des Quatre Nations : 2009 (Angleterre).
  - Finaliste de la Challenge Cup : 2019 (St Helens).

- Individuel :
  - Élu meilleur joueur de la Super League : 2007 (St Helens RLFC).
  - Élu meilleur joueur de la finale de la Super League : 2014 et 2020 (St Helens RLFC).
  - Nommé dans l'équipe type de Super League :  2007, 2010, 2011, 2012, 2015 et 2018 et 2022 (St Helens)